# Broccostella
Broccostella é uma comuna italiana da região do Lácio, província de Frosinone, com cerca de 2.646 habitantes. Estende-se por uma área de 11 km², tendo uma densidade populacional de 241 hab/km². Faz fronteira com Arpino, Campoli Appennino, Fontechiari, Posta Fibreno, Sora.

## Demografia
| Variação demográfica do município entre 1861 e 2011                               |
|                                                                                   |
| Fonte: Istituto Nazionale di Statistica (ISTAT) - Elaboração gráfica da Wikipedia |